# Merval
Merval è un ex comune francese di 85 abitanti situato nel dipartimento dell'Aisne della regione dell'Alta Francia. Il 1º gennaio 2016 il comune è stato accorpato con quelli di Glennes, Longueval-Barbonval, Perles, Révillon, Vauxcéré e Villers-en-Prayères per formare il nuovo comune di Les Septvallons.

## Società

### Evoluzione demografica
Abitanti censiti